# Негруцо (Павија)
Негруцо је насеље у Италији у округу Павија, региону Ломбардија.
Према процени из 2011. у насељу је живело 27 становника. Насеље се налази на надморској висини од 1110 м.